# Judo aux Jeux olympiques d'été de 2008
Navigation
Athènes 2004 Londres 2012
Les épreuves de judo des Jeux olympiques d'été de 2008 se déroulent du 9 au 15 août 2008 à Pékin en République populaire de Chine. À cette occasion, 14 épreuves sont organisées : 7 pour les femmes, 7 pour les hommes. À l'instar des compétitions de taekwondo, les judokas s'affrontent dans le gymnase de l'université des sciences et technologies de Pékin.

## Organisation

### Site des compétitions
Les compétitions de judo se déroulent au gymnase de l'université des sciences et technologies de Pékin, construit à l'occasion des Jeux olympiques. Un peu plus de 8000 spectateurs peuvent assister aux épreuves dans l'enceinte qui accueille également celles de taekwondo. Peu dépensier en énergie, le bâtiment a été achevé fin 2007 et a été inauguré en novembre 2007 lors de l'Open de Pékin de judo.

### Calendrier
L'ensemble des compétitions de judo se déroule du 9 au 15 août 2008. Les tours préliminaires débutent vers midi heure locale (6 heures en Europe occidentale) et les finales sont disputées entre 17 heures 30 et 18 heures (11 heures 30 à 12 heures en Europe occidentale).
| - Samedi 9 août : - Moins de 48 kg femmes - Moins de 60 kg hommes - Dimanche 10 août : - Moins de 52 kg femmes - Moins de 66 kg hommes - Lundi 11 août : - Moins de 57 kg femmes - Moins de 73 kg hommes - Mardi 12 août : - Moins de 63 kg femmes - Moins de 81 kg hommes | - Mercredi 13 août : - Moins de 70 kg femmes - Moins de 90 kg hommes - Jeudi 14 août : - Moins de 78 kg femmes - Moins de 100 kg hommes - Vendredi 15 août : - Plus de 78 kg femmes - Plus de 100 kg hommes |

|  |  |  |  | 2 | 2 | 2 | 2 | 2 | 2 | 2 |  |  |  |  |  |  |  |  |  |

|  | Jour de compétition |  | Jour de finale |

### Arbitrage
25 arbitres internationaux ont été désignés par la Fédération internationale de judo pour arbitrer les combats au cours des Jeux :
- 3 pour l'Union africaine de judo.
- 7 pour l'Union asiatique de judo.
- 6 pour l'Union panaméricaine de judo.
- 7 pour l'Union européenne de judo.
- 2 pour l'Union océanienne de judo.

## Qualifications

### Procédure globale
En plus des 366 sportifs qualifiés directement via les tournois et championnats qualificatifs, 20 invitations sont attribuées par une commission tripartite. La Chine, pays hôte, est automatiquement qualifiée dans les 14 catégories de poids. Cependant, si le pays obtient des quotas à l'occasion des championnats du monde 2007, ces quotas sont reversés au continent asiatique. Au total, 386 quotas sont distribués dans une période de deux ans précédant l'événement olympique ; il y a 217 quotas masculins, 147 féminins et 22 non prédéfinis.
Un comité national olympique ne peut qualifier qu'un seul judoka par catégorie de poids. Un nombre défini de quotas qualificatifs est attribué pour chaque continent. Une seule compétition internationale est qualificatives pour les athlètes des cinq fédérations continentales : l'édition 2007 des championnats du monde. L'ensemble des autres places qualificatives s'obtient par le biais de tournois qualificatifs définis par chaque fédération continentale. Chaque tournoi distribue une quantité plus ou moins importante de points qui permettent la constitution d'un classement. Dans chacune des 14 catégories, les premiers judokas décrochent le quota pour leur comité national olympique qui sélectionne par la suite son représentant à Pékin.
Le tableau ci-dessous détaille la distribution des quotas qualificatifs au niveau international.
|                             | Périodes de qualification  | Lieu / Attribution     | Hommes | Femmes | Total |
| --------------------------- | -------------------------- | ---------------------- | ------ | ------ | ----- |
| Championnats du monde 2007  | 13-16 septembre 2007       | Rio de Janeiro, Brésil | 6      | 6      | 84    |
| Union africaine de judo     | Mai 2006 - mai 2008        | 15 tournois            | 3      | 2      | 35    |
| Union asiatique de judo     | Novembre 2006 - avril 2008 | 13 tournois            | 5      | 3      | 58    |
| Union européenne de judo    | Avril 2007 - avril 2008    | 21 tournois            | 9      | 5      | 98    |
| Union océanienne de judo    | Septembre 2007 - mars 2008 | 3 tournois             | 1      | 1      | 14    |
| Union panaméricaine de judo | Mai 2006 - mai 2008        | 8 tournois             | 6      | 3      | 63    |
| Pays hôte (Chine)           | -                          | Qualif. automatique    | 1      | 1      | 14    |
| Invitations                 | -                          | Commission tripartite  |        |        | 20    |
| Total                       | Total                      | Total                  | 31     | 21     | 386   |

## Podiums

### Féminins
| Épreuve                           | Médaille d'or                    | Médaille d'argent            | Médailles de bronze                                     |
| Moins de 48 kg poids super-légers | Alina Alexandra Dumitru Roumanie | Yanet Bermoy Cuba            | Paula Pareto Argentine Ryōko Tani Japon                 |
| Moins de 52 kg poids mi-légers    | Xian Dongmei Chine               | An Kum-ae Corée du Nord      | Soraya Haddad Algérie Misato Nakamura Japon             |
| Moins de 57 kg poids légers       | Giulia Quintavalle Italie        | Deborah Gravenstijn Pays-Bas | Ketleyn Quadros Brésil Xu Yan Chine                     |
| Moins de 63 kg poids mi-moyens    | Ayumi Tanimoto Japon             | Lucie Décosse France         | Elisabeth Willeboordse Pays-Bas Won Ok-im Corée du Nord |
| Moins de 70 kg poids moyens       | Masae Ueno Japon                 | Anaysi Hernandez Cuba        | Ronda Rousey États-Unis Edith Bosch Pays-Bas            |
| Moins de 78 kg poids mi-lourds    | Yang Xiuli Chine                 | Yalennis Castillo Cuba       | Jeong Gyeong-Mi Corée du Sud Stéphanie Possamaï France  |
| Plus de 78 kg poids lourds        | Tong Wen Chine                   | Maki Tsukada Japon           | Lucija Polavder Slovénie Idalys Ortíz Cuba              |

### Masculins
| Épreuve                           | Médaille d'or                    | Médaille d'argent            | Médailles de bronze                                |
| Moins de 60 kg poids super-légers | Choi Min-ho Corée du Sud         | Ludwig Paischer Autriche     | Rishod Sobirov Ouzbékistan Ruben Houkes Pays-Bas   |
| Moins de 66 kg poids mi-légers    | Masato Uchishiba Japon           | Benjamin Darbelet France     | Yordanis Arencibia Cuba Pak Chol-Min Corée du Nord |
| Moins de 73 kg poids légers       | Elnur Mammadli Azerbaïdjan       | Wang Ki-chun Corée du Sud    | Rasul Boqiev Tadjikistan Leandro Guilheiro Brésil  |
| Moins de 81 kg poids mi-moyens    | Ole Bischof Allemagne            | Kim Jae-bum Corée du Sud     | Tiago Camilo Brésil Roman Hontyuk Ukraine          |
| Moins de 90 kg poids moyens       | Irakli Tsirekidze Géorgie        | Amar Benikhlef Algérie       | Sergei Aschwanden Suisse Hesham Mesbah Égypte      |
| Moins de 100 kg poids mi-lourds   | Naidangiin Tüvshinbayar Mongolie | Askhat Jitkeïev Kazakhstan   | Movlud Miraliyev Azerbaïdjan Henk Grol Pays-Bas    |
| Plus de 100 kg poids lourds       | Satoshi Ishii Japon              | Abdullo Tangriev Ouzbékistan | Teddy Riner France Óscar Brayson Cuba              |

## Classements finaux

### Féminins
| - 48 kg | - 52 kg | - 57 kg | - 63 kg |
| --- | --- | --- | --- |
| 1 • Alina Alexandra Dumitru 2 • Yanet Bermoy 3 • Paula Peretto 3 • Ryōko Tani 5 • Liudmila Bogdanova 5 • Park Ok Song 7 • Éva Csernoviczki 7 • Ana Hormigo | 1 • Xian Dongmei 2 • An Kum-ae 3 • Soraya Haddad 3 • Misato Nakamura 5 • Sholpan Kaliyeva 5 • Kyung Ok Kim 7 • Ilse Heylen 7 • Ana Carrascosa | 1 • Giulia Quintavalle 2 • Deborah Gravenstijn 3 • Ketleyn Quadros 3 • Xu Yan 5 • Barbara Harel 5 • Maria Pekli 7 • Bernadett Baczko 7 • Aiko Sato | 1 • Ayumi Tanimoto 2 • Lucie Décosse 3 • Elisabeth Willeboordse 3 • Won Ok-im 5 • Driulis González 5 • Claudia Heill 7 • Ysis Barreto 7 • Urška Žolnir |

| - 70 kg | - 78 kg | + 78 kg |
| --- | --- | --- |
| 1 • Masae Ueno 2 • Anaysi Hernandez 3 • Ronda Rousey 3 • Edith Bosch 5 • Annett Böhm 5 • Leire Iglesias 7 • Anett Mészáros 7 • Yuri Alvear | 1 • Xiuli Yang 2 • Yalennis Castillo 3 • Gyeongmi Jeong 3 • Stéphanie Possamaï 5 • Edinanci Silva 5 • Esther San Miguel 7 • Lkhamdegd Purevjargal 7 • Heide Wollert | 1 • Tong Wen 2 • Maki Tsukada 3 • Lucija Polavder 3 • Idalys Ortíz 5 • Nayoung Kim 5 • Tserenkhand Dorjgotov 7 • Samah Ramadan 7 • Anne-Sophie Mondière |

### Masculins
| - 60 kg | - 66 kg | - 73 kg | - 81 kg |
| --- | --- | --- | --- |
| 1 • Choi Min-ho 2 • Ludwig Paischer 3 • Rishod Sobirov 3 • Ruben Houkes 5 • Dimitri Dragin 5 • Gal Yekutiel 7 • Craig Fallon 7 • Frazer Will | 1 • Masato Uchishiba 2 • Benjamin Darbelet 3 • Yordanis Arencibia 3 • Pak Chol Min 5 • Alim Gadanov 5 • Mirali Sharipov 7 • Giovanni Casale 7 • Amin El Hady | 1 • Elnur Mammadli 2 • Wang Ki-chun 3 • Rasul Boqiev 3 • Leandro Guilheiro 5 • Ali Malomat 5 • Dirk Van Tichelt 7 • Gennadiy Bilodid 7 • Yusuke Kanamaru | 1 • Ole Bischof 2 • Kim Jae-bum 3 • Tiago Camilo 3 • Roman Hontyuk 5 • Nyamkhuu Damdinsuren 5 • Guillaume Elmont 7 • Euan Burton 7 • Robert Krawczyk |

| - 90 kg | - 100 kg | + 100 kg |
| --- | --- | --- |
| 1 • Irakli Tsirekidze 2 • Amar Benikhlef 3 • Sergei Aschwanden 3 • Hesham Mesbah 5 • Yves-Matthieu Dafreville 5 • Ivan Pershin 7 • Andrei Kazusenok 7 • Eduardo Santos | 1 • Naidangiin Tüvshinbayar 2 • Askhat Jitkeïev 3 • Movlud Miraliyev 3 • Henk Grol 5 • Przemyslaw Matyjaszek 5 • Levan Zhorzholiani 7 • Dániel Hadfi 7 • Sungho Jang | 1 • Satoshi Ishii 2 • Abdullo Tangriev 3 • Óscar Brayson 3 • Teddy Riner 5 • Mohammad Reza Rodaki 5 • Lasha Gujejiani 7 • Tamerlan Tmenov 7 • João Schlittler |

## Tableau des médailles
| Rang  | Nation        | Or | Argent | Bronze | Total |
| ----- | ------------- | -- | ------ | ------ | ----- |
| 1     | Japon         | 4  | 1      | 2      | 7     |
| 2     | Chine         | 3  | 0      | 1      | 4     |
| 3     | Corée du Sud  | 1  | 2      | 1      | 4     |
| 4     | Azerbaïdjan   | 1  | 0      | 1      | 2     |
| 5     | Géorgie       | 1  | 0      | 0      | 1     |
| 5     | Allemagne     | 1  | 0      | 0      | 1     |
| 5     | Italie        | 1  | 0      | 0      | 1     |
| 5     | Mongolie      | 1  | 0      | 0      | 1     |
| 5     | Roumanie      | 1  | 0      | 0      | 1     |
| 10    | Cuba          | 0  | 3      | 3      | 6     |
| 11    | France        | 0  | 2      | 2      | 4     |
| 12    | Pays-Bas      | 0  | 1      | 4      | 5     |
| 13    | Corée du Nord | 0  | 1      | 2      | 3     |
| 14    | Algérie       | 0  | 1      | 1      | 2     |
| 14    | Ouzbékistan   | 0  | 1      | 1      | 2     |
| 16    | Autriche      | 0  | 1      | 0      | 1     |
| 16    | Kazakhstan    | 0  | 1      | 0      | 1     |
| 18    | Brésil        | 0  | 0      | 3      | 3     |
| 19    | Argentine     | 0  | 0      | 1      | 1     |
| 19    | Égypte        | 0  | 0      | 1      | 1     |
| 19    | Slovénie      | 0  | 0      | 1      | 1     |
| 19    | Suisse        | 0  | 0      | 1      | 1     |
| 19    | Tadjikistan   | 0  | 0      | 1      | 1     |
| 19    | Ukraine       | 0  | 0      | 1      | 1     |
| 19    | États-Unis    | 0  | 0      | 1      | 1     |
| Total | Total         | 14 | 14     | 28     | 56    |